# Avenida Juan B. Justo
Avenida Juan B. Justo è un viale che attraversa i quartieri Palermo e Recoleta di Buenos Aires, in Argentina, e si estende da sud-ovest a nord-est, parallelamente ad Avenida Pueyrredón. Inizia da Avenida Santa Fe e termina in Avenida General Paz.
Lungo il suo percorso passa il primo Metrobus della città. Il viale è stato chiamato così in onore di Juan B. Justo.

## Metrobus

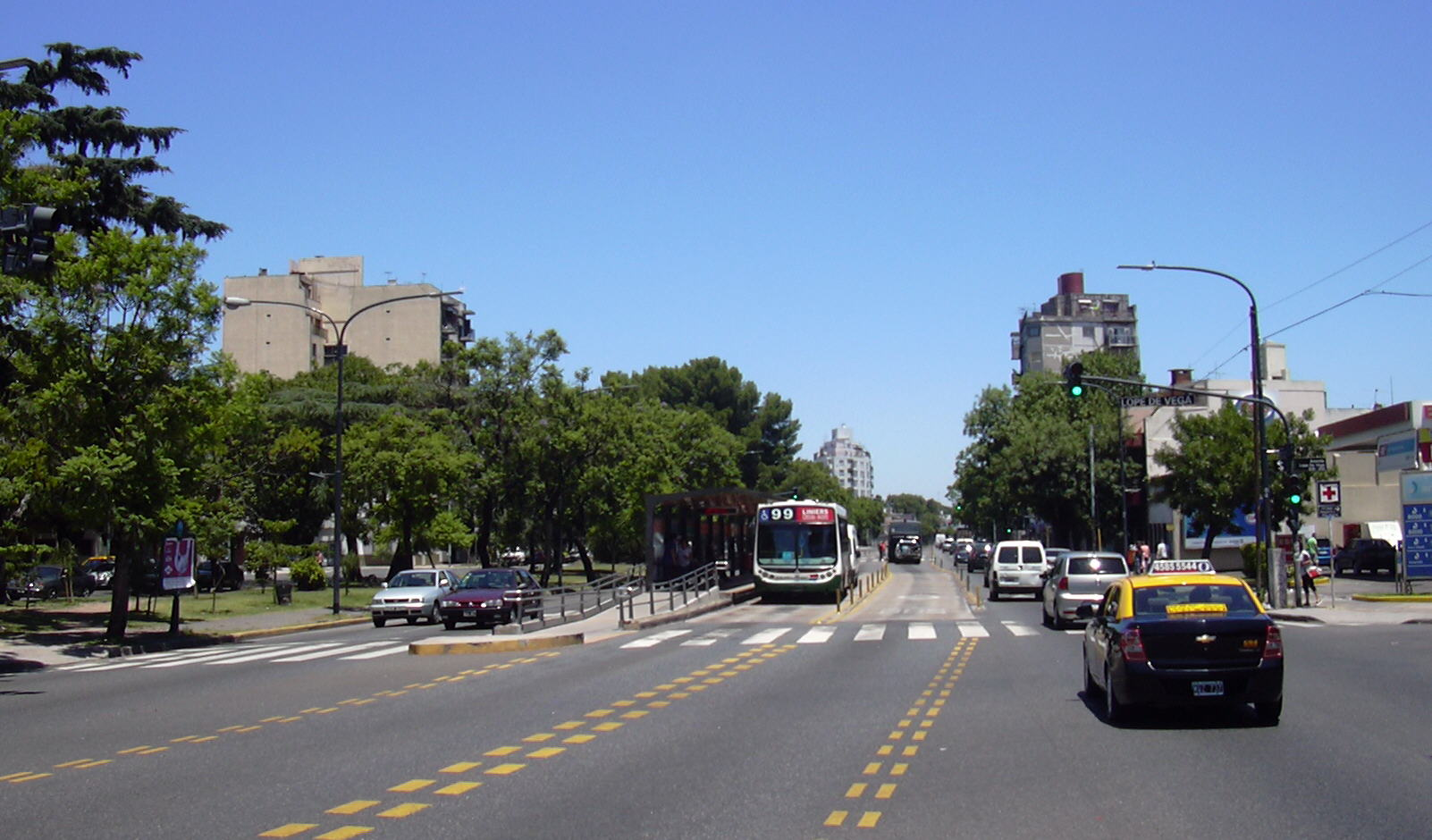
Il viale del quartiere Villa Luro

La linea Metrobus sul viale è stata la prima della rete ad aprire nel 2011. È lunga 12 chilometri (7,5 miglia), ha 21 stazioni e trasporta 100.000 passeggeri al giorno con una frequenza di un autobus ogni 2 minuti. La sua implementazione ha migliorato significativamente il traffico sul viale.
L'implementazione di questa linea Metrobus è stata accolta con critiche dai proprietari dei negozi lungo Juan B. Justo che non potevano più ricevere consegne durante le ore di punta a causa della riduzione delle corsie per il traffico regolare, problema che è stato risolto con l'introduzione di orari specifici per le consegne.